# Catedral de San Mateo el Apóstol (Washington D. C.)

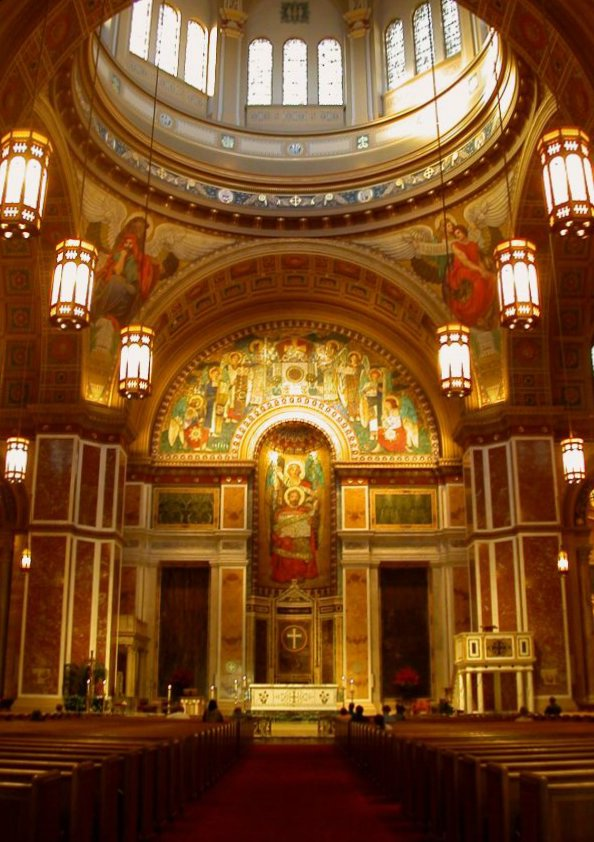
Interior de la catedral

La catedral de San Mateo Apóstol en Washington D. C. (en inglés: Cathedral of St. Matthew the Apostle) es una catedral católica, sede de la Arquidiócesis de Washington (Estados Unidos).
Se incluyó en el Registro Nacional de Lugares Históricos en 1974 como Catedral y rectoría de San Mateo. Se encuentra en el centro de Washington, en el número 1725 de la Avenida Rhode Island, entre la Avenida Connecticut y la calle 17. La estación de metro más cercana es la de Farragut North, en la Línea roja. Está dedicada al apóstol san Mateo, que entre otras cosas es santo patrón de la función pública, después de haber sido él mismo un recaudador de impuestos.

## Historia
Fue la cuarta parroquia en ubicarse en el Distrito de Columbia. Originalmente ubicada entre las calles 15 y H, la construcción del templo actual comenzó en 1893, con la primera misa celebrada el 2 de junio de 1895. Se inauguró, finalmente, en 1913. En 1939 se convirtió en la sede de la Arquidiócesis de Washington, pasando a ser catedral.
La estructura es neorrománica con elementos neobizantinos. Diseñado por los arquitectos Heins & LaFarge, tiene forma de cruz latina y tiene una capacidad de 950 personas. El interior está ricamente decorado en mármol y piedras semipreciosas, en particular uno de los mosaicos de san Mateo creado por Edwin Howland Blashfield. La catedral fue sometida a una intensa restauración entre 2000 y 2003.

### Eventos relevantes
La primera misa funeral de un personaje notable fue la del presidente de Filipinas, Manuel L. Quezon, quien murió el 1 de agosto de 1944 y fue enterrado en el Cementerio Nacional de Arlington. En 1957 se ofició una misa solemne de réquiem con ocasión del funeral de Joseph McCarthy, a la que asistieron 70 senadores y cientos de clérigos.
La catedral atrajo la atención mundial el 25 de noviembre de 1963, cuando la catedral albergó el funeral de Estado de John F. Kennedy.
Otros acontecimientos notables se han celebrado en la catedral, incluyendo una misa celebrada por el papa Juan Pablo II durante su visita a Washington D. C. en 1979. El funeral del juez asociado William J. Brennan, Jr., de la Corte Suprema de los Estados Unidos, se celebró allí en 1997. También se celebró un funeral luterano por el difunto William Rehnquist, presidente del Tribunal Supremo, el 7 de septiembre de 2005.
Cada año, el día antes del inicio de la vigencia de la Corte Suprema de los Estados Unidos, se celebra la misa para solicitar la orientación de la Espíritu Santo para la profesión jurídica. Debido a la ubicación de la catedral en la capital del país, los jueces de la Corte Suprema, miembros del Congreso y el Gabinete, y muchos otros dignatarios (incluyendo, a veces, el presidente de los Estados Unidos) asisten a la misa.
Antes de la toma de posesión de Joe Biden como 46.º presidente de los Estados Unidos, en 2021, él, junto con el líder republicano de la mayoría del Senado, Mitch McConnell, el líder de la minoría del Senado, Chuck Schumer, la presidenta de la Cámara de Representantes de los Estados Unidos, Nancy Pelosi, y el líder de la minoría de la Cámara, Kevin McCarthy, asistieron a una misa en la catedral.

## Cripta
Junto a la entrada de la capilla de San Francisco existe una cripta funeraria con ocho tumbas destinadas a arzobispos de Washington. Actualmente la ocupan los restos de los arzobispos Patrick O'Boyle, James Aloysius Hickey y William Wakefield Baum.

## Arquitectura
La estructura está construida de ladrillo rojo con adornos de piedra arenisca y terracota en el estilo renacentista románico con elementos bizantinos. Diseñado por el arquitecto C. Grant La Farge, tiene la forma de una cruz latina que mide 155 pies × 136 pies (47 m × 41 m) y tiene capacidad para unas 1.200 personas. El interior está ricamente decorado con mármol y piedras semipreciosas, en particular un mosaico de San Mateo de 35 pies (11 m) detrás del altar principal de Edwin Blashfield. La catedral está coronada por una cúpula octogonal que se extiende 190 pies (58 m) por encima de la nave y está coronada por una cúpula y un crucifijo que eleva la altura total a 200 pies (61 m). Tanto los elementos estructurales como los decorativos se sometieron a una extensa restauración entre 2000 y el 21 de septiembre de 2003, la fiesta de San Mateo.